# Elaeis guineensis
Elaeis guineensis este o specie de palmier comun numită palmier de ulei (khmeră ដូងប្រេង), sau palmier african de ulei african,sau grăsime-macau. Este sursa principală de ulei de palmier. Este nativ în Vestul Africii și Sudul Africii, specific zonei dintre Angola și Gambia; speciile numite guineensis se referă la numele zonei, Guinea, și nu țara modernă care acum poartă numele. Specia este totodată acum naturalizată în Madagascar, Sri Lanka, Malaysia, Indonesia, Central America, Cambodia, West Indies, și nenumărate insule din Oceanul Indian și Oceanul Pacific. De aproapele înrudit palmier american de ulei Elaeis oleifera și un mai depărtat înrudit palmier, Attalea maripa, sunt totodată utilizate pentru a produce ulei de palmier.

## Plantare

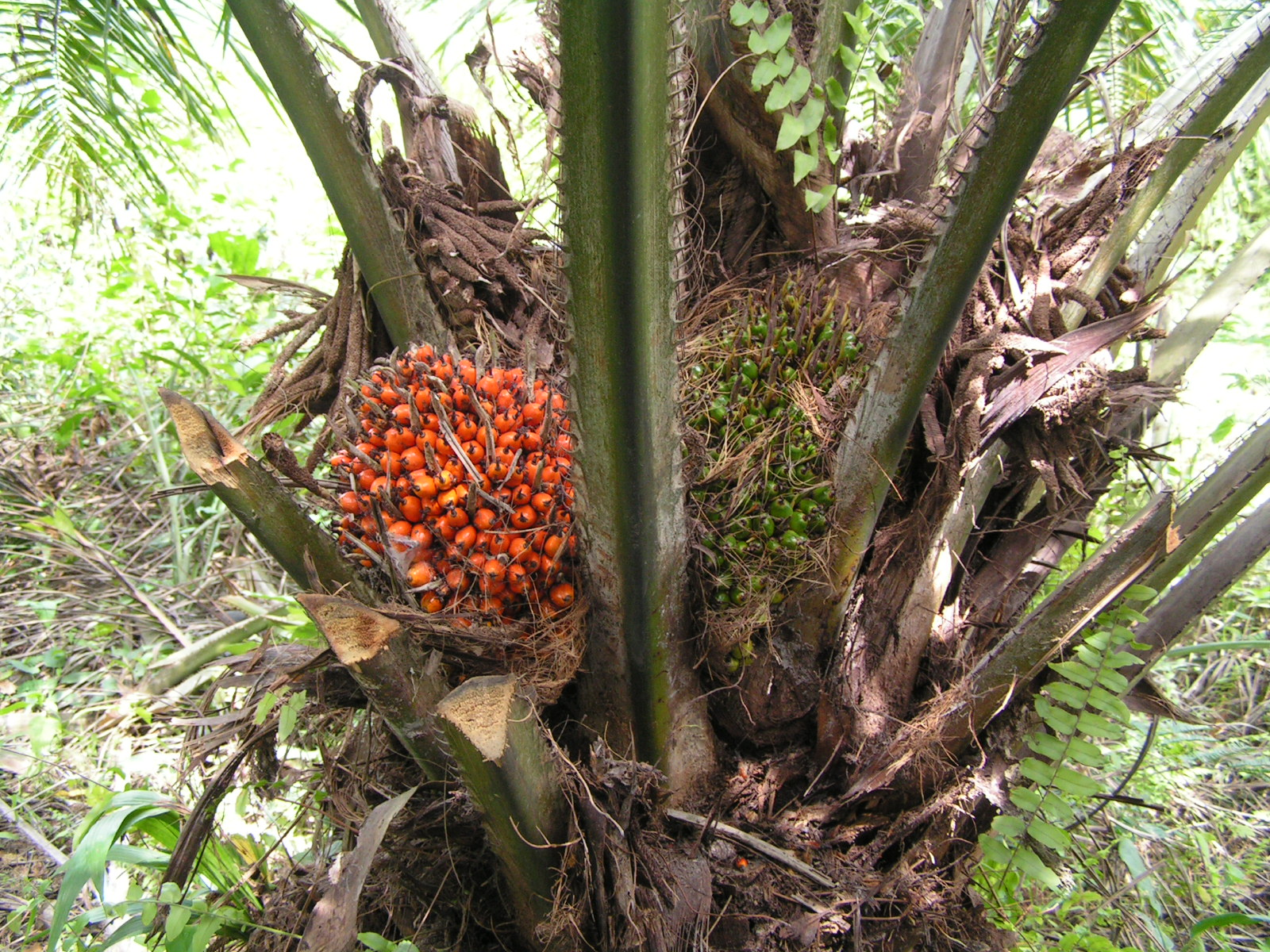
Fruct de Palmier de Ulei

## Producție palmier de ulei

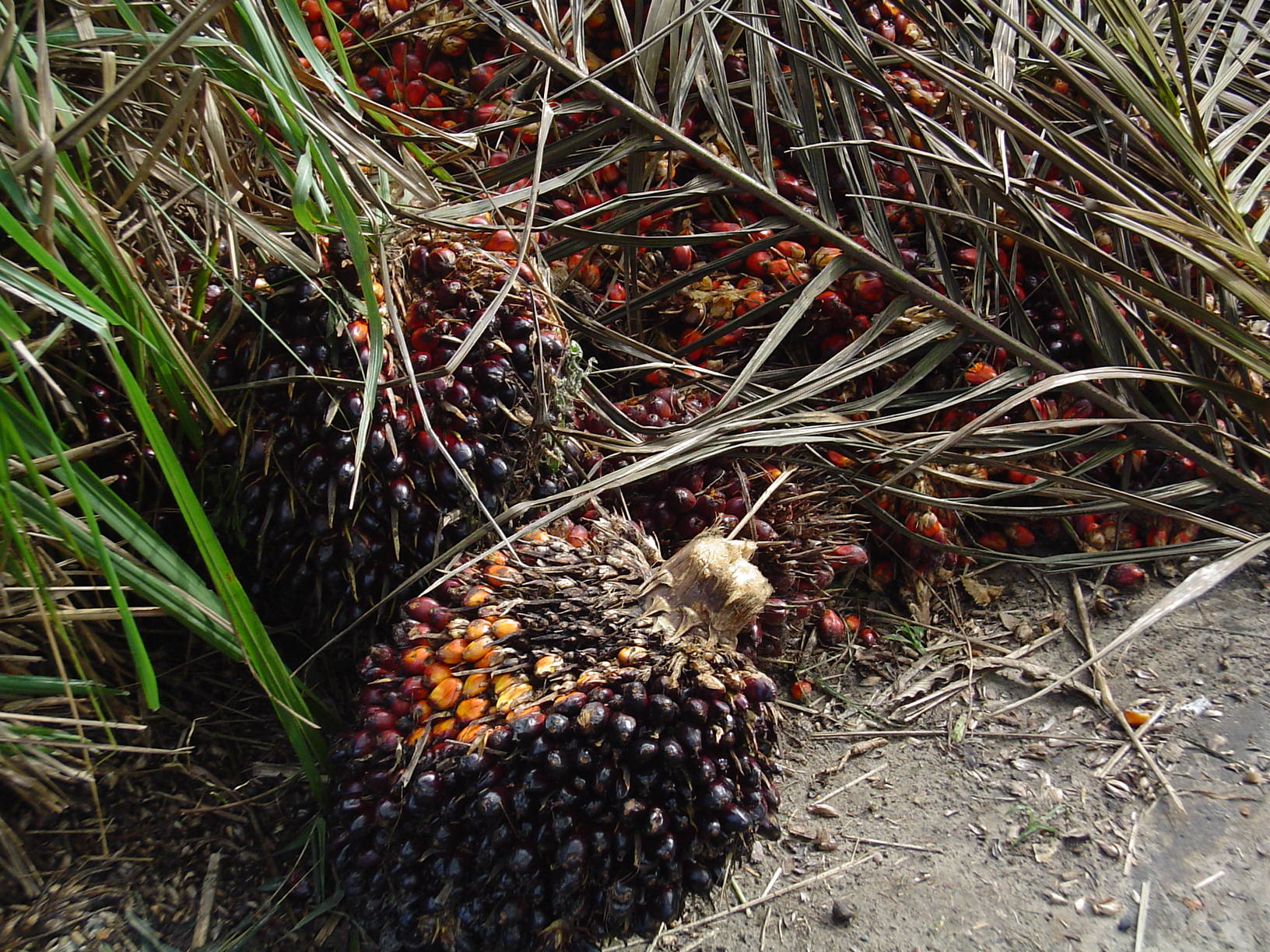
Fruct de Palmier de Ulei

Uleiul este extras din ambele pulpă (ulei de palmier, un ulei edibil) și sâmbure (ulei de palmier din sâmbure, folosit în industrie pentru mâncăruri și pentru săpun). Pentru fiecare 100 kg de fructe tăiate se extrage, în mod tipic, 22 kg de ulei de palmier și 1,6 kg de ulei de palmier din sâmbure.

## Mâncare
Uleiul se extrage din semințe și miez.

## Legături externe
- en Masă rotundă privind uleiul de palmier durabil